# Criterio della massima parsimonia
Il criterio della massima parsimonia, utilizzato negli studi di biologia evolutiva, nella sua forma più generale afferma che, tra le possibili ipotesi filogenetiche, sia opportuno scegliere quella più semplice in grado di spiegare i dati rilevati. In altre parole viene favorita la ricostruzione filogenetica che spiega la presenza o l'assenza dei caratteri presi in considerazione con il minor numero di cambiamenti evolutivi.
Questo principio, utilizzato soprattutto in passato, è uno strumento di ricerca usato per determinare la parentela tra i taxa in esame individuando il minor numero di mutazioni possibili per generare, dal “progenitore”, i propri discendenti. Nel caso di un'analisi cladistica, tra tutti i possibili cladogrammi sarà preferibile scegliere quello con il minor numero di nodi . Oggi, a questo principio è spesso preferito il ricorso al "Metodo della massima verosimiglianza".